# Yakovlev UT-2
Dimensions
Le Yakovlev UT-2 est un avion-école et de sport monomoteur avec des ailes en bois entoilé. Développé en 1935, il servit d'avion-école pour l'armée de l'air soviétique pendant la Seconde Guerre mondiale, ensuite il servit dans différents aéroclubs soviétiques. Si besoin il pouvait être équipé de flotteurs.

## Développement
Le biplan Po-2 qui était l'avion d'entrainement de base des VVS n'était plus assez performant par rapport aux nouveaux avions plus rapides qui entraient en service, le UT-2 fut conçus pour remplir ce rôle.
Le nouvel avion fut conçus par l'équipe de Alexander Sergeevich Yakovlev à l'OKB-115. Désigné à l'origine AIR-10, il était basé sur l'AIR-9, avec une conception plus simple et un cockpit ouvert en tandem. Il vola pour la première fois le 11 juillet 1935. Le AIR-10 gagna la compétition en 1935 et fut accepté après quelque modification mineures. Avec la disgrâce d'Alexey Ivanovich Rykov qui travaillait pour Yakovlev, les initiales AIR furent remplacées par Ya pour faire le Ya-20 (Я-20).
La construction mixte bois-acier du AIR-10 fut simplifié pour n'utiliser que du bois pour faciliter la production. De plus le moteur en ligne Renault de l'AIR-10 de 120 ch fut remplacé sur le prototype par un moteur en étoile Chvetsov M-11E de 150 ch puis par le M-11G de 110 ch sur les premiers exemplaires de série. La production en série débuta en Septembre 1937. Les VVS lui attribuèrent la désignation UT-2 (uchebno-trenirovochnyi {учебно-тренировочный} pour avion d'entrainement).
Le UT-2 n'était pas facile à piloter et entrait facilement en vrille. Le UT-2 modèle 1940 avait un fuselage avant allongé et un moteur M-11D de 125 ch pour tenter de régler le problème. Malgré les améliorations de maniabilité, les caractéristiques de vols restaient préoccupantes.
Pour encore améliorer la stabilité et la maniabilité, Yakovlev développa en 1941 le nouveau UT-2M (modernisé) qui remplaça l'UT-2 original. Il avait une aile redessinée et un stabilisateur vertical élargi.
7 243 UT−2 de tous types furent produits dans cinq usines différentes entre 1937 et 1946. Dans les années 1950 l'UT-2 fut remplacé par le Yak-18 pour l’entrainement de base et par le Yak-11 pour l'entrainement avancé.
Avant et après la seconde Guerre Mondiale l'UT-2 fut utilisé par des organisations civiles et après la guerre par les forces aériennes polonaise et hongroises.

## Variantes
AIR-10
Précurseur.
AIR-11
Prototype triplace.
Ya-20
Prototype.
UT-2
Variante initiale de production.
UT-2 (standard 1940)
Version avec des caractéristiques en vrille améliorés.
UT-2 (standard 1944)
UT-2L
UT-2 avec MV-4
Version d'essai à moteur en ligne.
UT-2L
Standard 1940 amélioré avec une verrière et un capot moteur, le fuselage est similaire aux premières versions du Yak-18 mais avec un train d'atterrissage fixe.
UT-2M
Version de production de 1941, nouvelles ailes et nouvel empennage.
UT-2MV
Bombardier léger d'interim
UT-2N (SEN)
Banc d'essai volant pour des amortisseurs de train d'atterrissage.
UT-2V
Avion d'entrainement au bombardement.
VT-2
Variante à flotteurs de l'UT-2
Yak-5
Développement monoplace pour l'entrainement à la chasse de l'UT-2L.

## Opérateurs
France libre

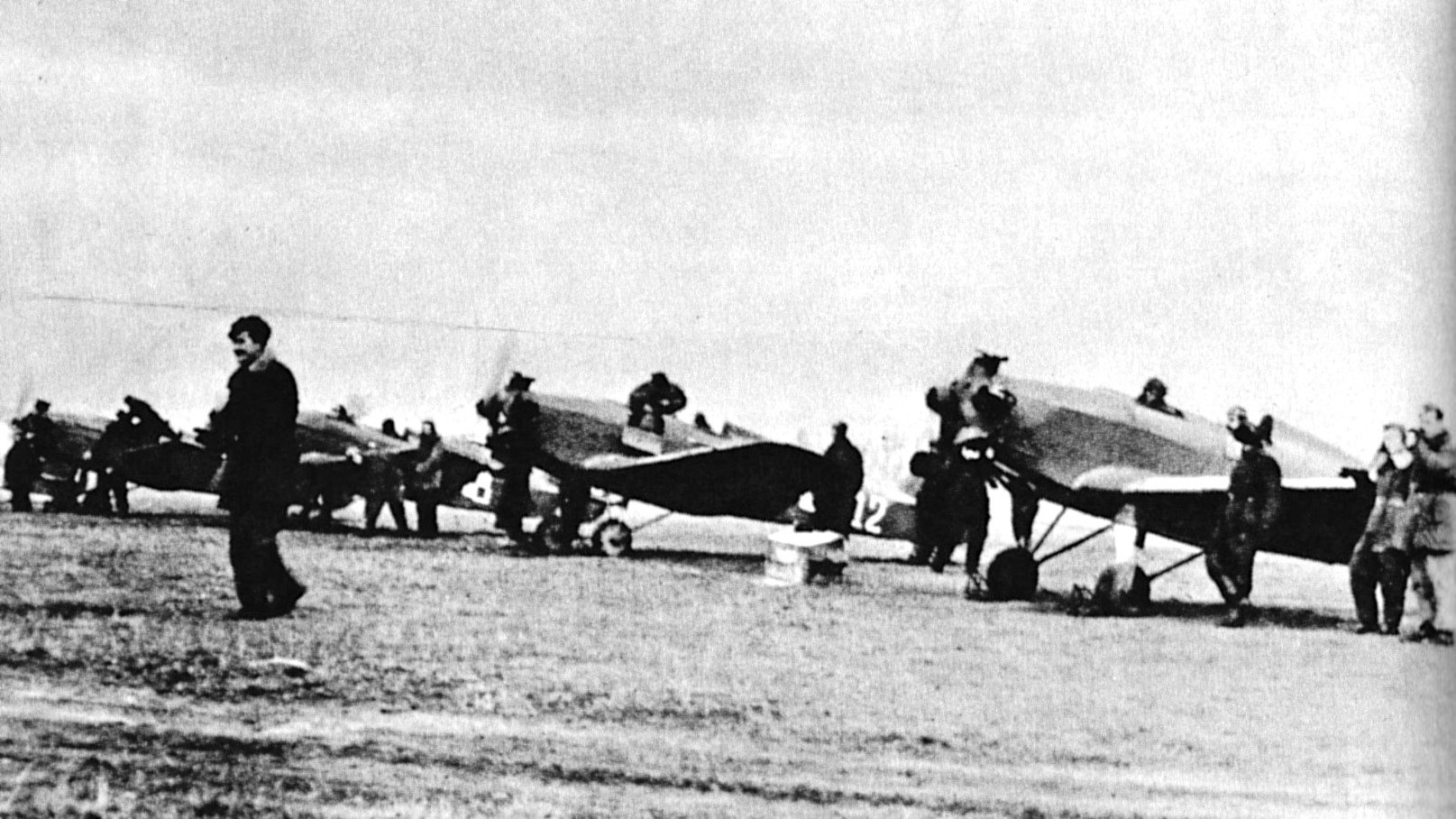
UT-2, Force aérienne de la République polonaise

- Escadron de chasse 2/30 Normandie-Niemen

  Hongrie
- Force aérienne de Hongrie

  Pologne
- Force aérienne de la République polonaise
- Marine Polonaise

  Mongolie
- force aérienne populaire mongol

  Roumanie
- forces aériennes roumaines

  Union soviétique
- Forces aériennes soviétiques

  RFP Yougoslavie
- Force aérienne yougoslave